# Vilhelm Wedell-Wedellsborg (1827-1914)
 Der er flere personer med dette navn, se Vilhelm Wedell-Wedellsborg.
Vilhelm Ferdinand baron Wedell-Wedellsborg (født 6. december 1827 i Odense, død 3. august 1914 i København) var en dansk amtmand, bror til Gustav Wedell-Wedellsborg og far til bl.a. Karl Wedell-Wedellsborg.

## Karriere
Han var søn af generalløjtnant, baron Joachim Wedell-Wedellsborg og hustru Gregersine f. Juel, blev student (privat dimitteret) 1845, cand. jur. 1851, kancellist i Ministeriet for Hertugdømmet Slesvig 1852 og tog slesvigsk juridisk eksamen samme år. Han blev så herredsfoged i Husby og Nim Herreder 1853, blev konstitueret amtmand over Flensborg Amt i 1856, i hvilket embede han i 1861 fik fast ansættelse. Efter at han på grund af Slesvigs afståelse var blevet afskediget 1864, udnævntes han, der altid havde ord for at være en særdeles dygtig og nidkær embedsmand, 1867 til amtmand over Hjørring Amt og forflyttedes 1880 herfra til det tilsvarende embede i Frederiksborg Amt, hvor han virkede indtil sin afsked 1906.
Han blev 1871 fast formand for Overlandvæsenskammissionerne i Hjørring Amt, 1880 for Overlandvæsenskommissionerne i Frederiksborg Amt indtil 1906; 1876-80 og 1892-1906 medlem af  repræsentantskabet for forsikringsselskabet Danmark, 1905-10 af sammes bestyrelsesråd; 1897-98 formand for repræsentantskabet for Hillerød-Frederiksværk Jernbane.
1869 blev han kammerherre, 1878 Kommandør af 2. grad af Dannebrogordenen, 1887 Kommandør af 1. grad af samme orden og 1898 Storkors af Dannebrog. Han var tillige Dannebrogsmand og bar en række udenlandske ordener.
Han blev gift med Louise Marie Sophie født komtesse Schulin (27. december 1839 på Frederiksdal – 4. april 1904 i Hillerød).